# Trevante Rhodes
Trevante Nemour Rhodes (n. 10 de febrero de 1990) es un actor y ex-velocista de pistas estadounidense. Es más conocido por su papel como Chiron, el protagonista de la película Moonlight, ganadora del Óscar a la mejor película en 2017.

## Primeros años
Rhodes nació en Ponchatoula, Luisiana, y se mudó a Little Elm, Texas, cuando tenía diez años. En la escuela secundaria Little Elm High School Rhodes jugó al fútbol americano en la posición de running back, teniendo de compañero de equipo al actual jugador profesional Cole Beasley, quien se desempeñaba en la posición de quarterback. Sobre el curso de sus estudios secundarios, Rhodes ganó cuatro cartas de recomendación tanto en fútbol americano como en carreras de pista, en las que compitió especializándose en 100 y 200 metros llanos. Como juvenil, Rhodes terminó segundo detrás de Whitney Prevost en ambas distancias en el Campeonato de Atletismo 2007 de los Juegos Intercolegiales, llevados a cabo en el Estadio Mike A. Myers. Durante su último año, su carrera se vio trunca debido a una lesión en el ligamento cruzado anterior durante un juego de fútbol, pero aun así obtuvo una beca de atletismo como corredor de pista en la Universidad de Texas en Austin.
Rhodes compitió como corredor para el equipo universitario de los Texas Longhorns entre 2008 y 2012. En los Juegos Panamericanos de Atletismo Junior de 2009, en Puerto España, capital de Trinidad y Tobago, Rhodes ayudó a la escuadra estadounidense a lograr una medalla de oro en los 4×100 metros con relevo.

## Carrera

### Primeros trabajos
Luego de su graduación, Rhodes se mudó a Los Ángeles e inmediatamente comenzó a trabajar como actor, interpretando roles menores en películas como Song to Song, de Terrence Malick, Open Windows, de Nacho Vigalondo, trabajando junto a Elijah Wood, Shangri-La Suite, de Eddie O'Keefe, y en The Night Is Young, de Matt L. Jones y Dave Hill. En televisión, ha aparecido en las series If Loving You Is Wrong, en el papel de Ramsey, en Gang Related, de la cadena Fox, y en la afamada Westworld, de HBO.

### Moonlighty llegada al éxito
Rhodes llegó a la fama con su aclamada actuación en la película Moonlight, dirigida por Barry Jenkins, y en la cual interpretó a la versión adulta de Chiron, el personaje protagonista. El filme fue universalmente alabado en los más prestigiosos festivales de cine, y Rhodes recibió un gran número de premios y nominaciones por su actuación. En 2017, la película ganó el Globo de Oro a la mejor película dramática y tres Premios Óscar: a la mejor película, al mejor guion adaptado y al mejor actor de reparto para Mahershala Ali. En febrero de 2017, Rhodes apareció en la campaña de primavera de ropa interior de Calvin Klein junto a sus compañeros de Moonlight Mahershala Ali, Ashton Sanders y Alex Hibbert.
En enero de 2017, Rhodes se unió al elenco de la película El Depredador, estrenada en septiembre de 2018.

## Filmografía

### Cine
| Año  | Título                               | Rol                  | Notas         |
| ---- | ------------------------------------ | -------------------- | ------------- |
| 2012 | I Came Back                          | Dr. Peter Montgomery | Cortometraje  |
| 2014 | Open Windows                         | Brian                | Sin acreditar |
| 2015 | The Night Is Young                   | George               |               |
| 2016 | Lady Luck                            | Daryl                |               |
| 2016 | Moonlight                            | Chiron / "Black"     |               |
| 2016 | Shangri-La Suite                     | Mike                 |               |
| 2017 | Burning Sands                        | Fernander            |               |
| 2017 | Smartass                             | Mike C               |               |
| 2018 | 12 Strong                            | Ben Milo             |               |
| 2018 | El Depredador                        | Nebraska Williams    |               |
| 2018 | Bird Box                             | Tom                  |               |
| 2021 | The United States vs. Billie Holiday | Jimmy Fletcher       |               |
| 2023 | Candy Cane Lane                      | Tre                  |               |
| 2024 | Mea Culpa                            | Zyair Malloy         |               |

### Televisión
| Año  | Título                 | Rol            | Notas                                   |
| ---- | ---------------------- | -------------- | --------------------------------------- |
| 2014 | Gang Related           | Young Lord #1  | Episodio: "Pecados del padre"           |
| 2016 | If Loving You Is Wrong | Ramsey Walters | 10 episodios                            |
| 2016 | Westworld              | Bachelor       | Episodio: "The Original"                |
| 2022 | Mike                   | Mike Tyson     | Protagonista; serie original de Disney+ |

## Premios y nominaciones
| Año  | Premio                           | Categoría                                        | Trabajo nominado | Resultado |
| ---- | -------------------------------- | ------------------------------------------------ | ---------------- | --------- |
| 2016 | Chicago Film Critics Association | Best Supporting Actor                            | Moonlight        | Nominado  |
| 2016 | Chicago Film Critics Association | Most Promising Performer                         | Moonlight        | Nominado  |
| 2016 | Detroit Film Critics Society     | Best Breakthrough                                | Moonlight        | Nominado  |
| 2016 | Austin Film Critics Association  | Best Supporting Actor                            | Moonlight        | Nominado  |
| 2016 | Austin Film Critics Association  | Breakthrough Artist Award                        | Moonlight        | Nominado  |
| 2017 | Dorian Awards                    | Film Performance of the Year — Actor             | Moonlight        | Nominado  |
| 2017 | NAACP Image Awards               | Outstanding Supporting Actor in a Motion Picture | Moonlight        | Nominado  |
| 2017 | Black Reel Awards                | Outstanding Breakthrough Performance, Male       | Moonlight        | Ganador   |